# Wolfgang Wagner
Pour les articles homonymes, voir famille Wagner et Wagner.
Wolfgang Wagner, né le 30 août 1919 à Bayreuth et mort le 21 mars 2010 dans la même ville, est un metteur en scène allemand, directeur du Festival de Bayreuth de 1966 à 2008.

## Biographie
Fils de Siegfried et Winifred Wagner, petit-fils de Richard et de Cosima Wagner, arrière petit-fils de Franz Liszt, il reprend la direction du festival de Bayreuth à la mort prématurée de son frère Wieland en 1966. Considéré comme moins doué et imaginatif que celui-ci, il a été accusé par beaucoup de critiques musicaux allemands d'être en partie responsable de la sclérose que semble connaître le festival depuis le milieu des années 1970. De fait, Wolfgang ne paraît pas avoir réellement innové sur la démarche et les partis-pris de son frère aîné. Cependant, en 1976, il confie la mise en scène du « Ring du centenaire » à Patrice Chéreau, un pari audacieux couronné de succès. Wolfgang Wagner a semblé en tout cas payer le prix du déclin du chant wagnérien : à la troupe homogène et compétente des chanteurs des années 1950 et 1960 ne se sont pas encore substitués d'interprètes comparables. Ainsi, la mort de James King (1925-2005) a été déplorée par la presse musicale comme celle du « dernier véritable chanteur wagnérien ».
Wolfgang Wagner est le père de Gottfried Wagner.
Issue de son second mariage, sa fille Katharina devient son assistante en 1996. L'arrière-petite-fille du compositeur, qui a mis en scène Les Maîtres chanteurs de Nuremberg en juillet-août 2007, succède à son père comme codirectrice du festival conjointement avec sa demi-sœur Eva Wagner-Pasquier, le 1er septembre 2008.